# 坦布爾福爾斯 (新澤西州)
坦布爾福爾斯（英語：Tumble Falls）是位於美國新澤西州亨特登縣的非建制地區。

## 地理
坦布爾福爾斯所處的海拔為高於海平面132米（即433英呎），而該地所採用的時區為UTC-5，即北美东部时区（EST）。同時該地設有夏令時間，為UTC-5調快一小時，即UTC-4（EDT）。